# حاجی‌نیت
حاجی‌نیت (به لاتین: Haciniyyət) یک منطقهٔ مسکونی در جمهوری آذربایجان است که در شهرستان بابک واقع شده‌است. حاجی‌نیت ۲۱۷ نفر جمعیت دارد.